# Glande amphicrine
Une glande amphicrine est une glande qui possède à la fois des fonctions exocrine (sécrétion des substances dans des canaux dédiés) et endocrine (sécrétion de substances dans le sang).
Lorsque ce sont les mêmes cellules qui possèdent ces deux fonctions, la glande est dite « amphicrine homotypique », comme c'est le cas pour les hépatocytes du foie. Lorsque ce sont des types de cellules différents qui possèdent chacun une de ces deux fonctions, la glande est dite « amphicrine hétérotypique » : c'est le cas du pancréas, dont les cellules des îlots de Langerhans sont endocrines, alors que les cellules acineuses sont exocrines.